# Mesophyllum incisum
Mesophyllum incisum (Foslie) Adey, 1970  é o nome botânico  de uma espécie de algas vermelhas  pluricelulares do gênero Mesophyllum, subfamília Melobesioideae.
- São algas marinhas encontradas na Austrália e Nova Zelândia.

## Sinonímia
- Lithothamnion patena f. incisa  Foslie, 1906
- Lithothamion incisum  (Foslie) Foslie, 1907
- Polyporolithon patena var. incisa  (Foslie) V.J. Chapman & P.G. Parkinson, 1974